# Giovanni Padoan
Giovanni Padoan, nome di battaglia "Vanni" (Cormons, 25 giugno 1909 – Cormons, 31 dicembre 2007), è stato un antifascista e partigiano italiano.

## Biografia
Fin da giovane impegnato in attività di propaganda per il partito comunista, anche in Francia dove la famiglia era emigrata si impegna in attività sindacali. Rientra in Italia per il servizio militare e diventa membro del comitato di zona a Monfalcone del Partito Comunista Italiano. 

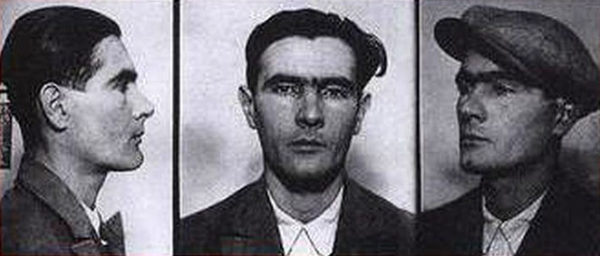
Giovanni Padoan

Nel 1934 viene arrestato e condannato, nel 1935, a 16 anni di prigione, dal quale esce per amnistia nel 1941. Dopo l'Armistizio di Cassibile, diventa commissario politico della Divisione Garibaldi "Natisone" e successivamente vicecomissario del Raggruppamento Divisioni Garibaldi "Friuli", è lui in questa veste che assieme a Mario Lizzero firma il 7 maggio 1944, gli accordi internazionali tra la resistenza italiana e jugoslava.

### I rapporti con la Brigata Osoppo
Il 22 novembre nel corso di un incontro tra gli osovani e i garibaldini (in procinto di essere inquadrati nell'esercito Jugoslavo) Padoan, rappresentante dei garibaldini, ribadì la necessità di far passare alle dipendenze degli Jugoslavi anche le formazioni osovane. Gli osovani, rappresentati dal capitano Francesco De Gregori detto "Bolla", rifiutarono la proposta.  "Bolla" in data 23 novembre 1944, informò il "Comando 1 brigata Osoppo" circa le proposte di "Vanni":
9) Propose pertanto alla nostra brigata di passare essa pure immediatamente alle dipendenze operative del IX Corpus sloveno, non essendo compatibile in questa zona l'esistenza di formazioni partigiane non dipendenti dai comandi sloveni.»
(Francesco De Gregori detto "Bolla" nel rapporto inviato il 23 novembre al Comando "1 Brigata Osoppo")
Il 7 febbraio 1945 nell'Eccidio di Porzûs un gruppo di osovani, tra cui Francesco De Gregori detto "Bolla", furono uccisi dal gruppo GAP guidato da Mario Toffanin detto "Giacca" .

### Dopoguerra
Nel dopoguerra riveste diversi incarichi a livello nazionale. Negli anni '50, viene sottoposto a processo per l'Eccidio di Porzûs, venendo assolto in primo grado a Lucca, poi condannato a trent'anni per omicidio in appello a Firenze e in via definitiva in cassazione, infine graziato nel 1959. In attesa di giudizio, venne fatto riparare dal PCI in Cecoslovacchia e in Romania.
Nel 2001, assumendosi la responsabilità della strage, definì l'"Eccidio di Porzûs" «crimine di guerra che esclude ogni giustificazione», chiedendo «formalmente scusa e perdono agli eredi delle vittime del barbaro eccidio». Padoan affermò che la sua dichiarazione «l'avrebbe dovuta fare il Comando Raggruppamento divisioni "Garibaldi-Friuli" quando era in corso il processo di Lucca. Purtroppo, la situazione politica da guerra fredda non lo rese possibile».
Morì nel 2007 all'età di 98 anni nella sua casa di Cormons, dove risiedeva da molti anni.

## Opere
- Abbiamo lottato insieme: partigiani italiani e sloveni al confine orientale, Del Bianco Editore, Udine, 1965
- Un'epopea partigiana alla frontiera tra due mondi, Del Bianco Editore, Udine, 1984
- Porzûs. Strumentalizzazione e realtà storica, Edizioni della Laguna, Mariano del Friuli, 2000